# Sergej Vadimovič Sokolov
Sergej Vadimovič Sokolov (in russo Сергей Вадимович Соколов?, in azero: Sergey Sokolov; Stavropol', 12 marzo 1977) è un ex calciatore russo naturalizzato azero, di ruolo difensore.

## Carriera

### Club
Durante la sua carriera ha giocato con varie squadre di club, tra cui anche il Qarabağ, con cui conta 19 presenze e 2 reti.
Trovato positivo al test anti-doping l'11 ottobre 2006 in una partita di qualificazione all'europeo 2008 contro il Nazionale belga, fu squalificato nel gennaio 2007 per 18 mesi.

### Nazionale
Conta 7 presenze con la Nazionale azera, tutte nel 2006.